# Diecezja Saint Petersburg
Diecezja Saint Petersburg (łac. Dioecesis Sancti Petri in Florida, ang. Diocese of Saint Petersburg) jest diecezją Kościoła rzymskokatolickiego w metropolii Miami w Stanach Zjednoczonych. Swym zasięgiem obejmuje środkowo-zachodnią część stanu Floryda. 

## Historia
Diecezja została kanonicznie erygowana 2 marca 1968 przez papieża Pawła VI. Wyodrębniono ją z ówczesnych diecezji Miami i Saint Augustine. Pierwszym ordynariuszem został dotychczasowy biskup pomocniczy Raleigh Charles Borromeo McLaughlin (1913-1978).

## Ordynariusze
- Charles Borromeo McLaughlin (1968-1978)
- William Thomas Larkin (1979-1988)
- John Favalora (1989-1994)
- Robert Lynch (1995-2016)
- Gregory Parkes (od 2017)